# E-Corce
E-Corce ou  e-Constellation d’Observation Récurrente CEllulaire était un projet de constellation de  satellites de télédétection du CNES développé à la fin des années 2000 qui a été abandonné.

## Historique
Imaginé par un ingénieur du CNES, Jean-Pierre Antikidis, dans le cadre de la réflexion prospective animée par Jean-Jacques Favier, ce projet révolutionne les méthodologies satellitaires en Observation de la terre en autorisant, pour un coût acceptable, tout à la fois un rafraîchissement rapide de toute la planète (1 jour à 1 semaine) et une résolution élevée (métrique).
Les solutions utilisées reposent sur les technologies de compression d'image (dite psycho-visuelles) couplées avec des méthodes de réception et de traitement de l'information distribuées à l'échelle de la planète

## Définition
Combinaison de trois « cellulaires » techniques  (spatial, télécoms, Grid) en vue de produire une image multi-spectrale de la terre définie pour satisfaire les besoins de masse en matière d'information géo-codée.
Les composantes du nom du projet sont :
- « e » car destiné à alimenter les nouveaux vecteurs d’information de masse à base Internet ;
- « Constellation » car s’appuyant sur un nuage de satellites observant la terre en « saturation » ;
- « Récurrente » car basé sur une fourniture systématique d’information haute résolution rafraîchie journellement ;
- « CEllulaire » car utilisant les vertus combinées des nouveaux modèles technologiques basés sur la distribution des fonctionnalités à l’échelle du globe.

L'objectif est d'obtenir un système d’observation intégrant l’ensemble des moyens nécessaires à la création d’une cartographie mondiale à l’échelle métrique rafraîchie très rapidement.
Besoin
E-Corce vise à satisfaire les besoins des portails d’information géo-codés qui doivent impérativement mettre à disposition de leurs clients une information précise et récurrente. L’apparition possible de marchés de masse nécessitant des résolutions spatiales élevées se dessine sous la forme de portails de diffusion à large échelle qui s’ils se développent créeront une demande pouvant s’exprimer comme : mettre à disposition une image actualisée de la Terre avec une résolution de 1 mètre et une fréquence de rafraichissement de 1 semaine voire 1 jour. Du téléphone portable à la musique en ligne, Internet ou les jeux vidéo la logique commerciale développe des besoins et ceux qui se dessinent autour du spatial peuvent se décliner sous trois rubriques : 
- « je veux communiquer avec tous et tout connaître » (Télécoms + Internet) ;
- « je veux savoir ou je suis » (GPS) ;
- « je veux voir tout, et tout le temps » (portails d’informations type Google Earth).

L'ensemble signifie : avoir une couverture planétaire, y compris les déserts ou les océans parce que la voiture ou le bateau du cousin est quelque part par-là. Tout le temps signifie : dans l’instant ou presque (l’échelle de temps du consommateur internaute étant la journée ou  et en tout cas pas la semaine)
Importance stratégique
L'importance stratégique du projet est un passage du mode d’observation de la Terre sous une forme fractionnée et à faible capacité de renouvellement à un mode automatisé allant à la rencontre d’un modèle économique viable issue de la société de l’information (et de la consommation).
Conséquence
Il y a ainsi passage de la production satellitaire en mode industriel extensif (fabrication de série, boucle de commercialisation courtes), création d'un globe virtuel métrique rafraichi continument et disponible de façon automatisée.
Solutions techniques
Trois couches techniques « Cellulaires » totalement imbriquées avec :
- une constellation de satellite à très bas coûts opérant en saturation ;
- des télécoms distribuées et banalisées ;
- une couche d’intégration sol basée GRID (Wide Area Grids) permettant l’intégration des données à l’échelle du globe et sa diffusion à faible coût en mode peer to peer.